# Флаг сельского поселения Чулковское
Флаг сельского поселения Чулковское — официальный символ сельского поселения Чулковское Раменского муниципального района Московской области Российской Федерации.
Флаг утверждён 13 февраля 2008 года и внесён в Государственный геральдический регистр Российской Федерации под номером 3831.
Флаг муниципального образования сельское поселение Чулковское составлен на основе герба сельского поселения Чулковское по правилам и соответствующим традициям вексиллологии и отражает исторические, культурные, социально-экономические, национальные и иные местные традиции.

## Описание
«Прямоугольное жёлтое полотнище с отношением длины к ширине 2:3, с изображением фигур из герба поселения: зелёного холма, склоны которого уходят за края полотнища, с белым шейным украшением, вдоль нижнего края холма расположены две волнистые полосы — белая и голубая (каждая в 1/12 ширины полотнища), и над холмом двух голубых стрел».

## Обоснование символики
Центральным изображением на флаге сельского поселения является зелёный холм — Боровской курган — визитная карточка Чулковского поселения, хорошо известная за пределами Раменского района. Здесь, на Боровском кургане, и вблизи него найдены остатки древних поселений угро-финских и славянских племён вятичей. Поэтому вершину холма украшает женское ожерелье, подобное женским украшениям, найденным на месте древних поселений. Кроме того, женское украшение символизирует женщину-мать, дающую начало жизни человека.
Древние поселения, как правило, появлялись и развивались по берегу рек, больших озёр, в этих местах прокладывались дороги. Синяя волнистая полоса в нижней части флага — образное изображение Москвы-реки, вдоль берегов которой расположились населённые пункты поселения, а серебряная полоса — Рязанская дорога, которая также вошла в историю.
По ней шли полчища Батыя на Москву, князь Владимир Серпуховской (двоюродный брат Дмитрия Донского) вёл свои войска на поле Куликово, здесь начался знаменитый марш-манёвр М. И. Кутузова осенью 1812 года. В настоящее время трасса Москва — Челябинск является основной магистралью, которая связывает Москву с юго-восточной частью России.
Чулковская земля богата боевыми традициями. Две стрелы — символ воинской доблести наших земляков времён монголо-татарского нашествия, Великой Смуты начала XVII века, Отечественной войны 1812 года.
Цветовая гамма флага несёт в себе радость бытия на все времена — прошлое, настоящее, будущее.
Жёлтый цвет (золото) — символ богатства, стабильности, урожая, солнечного тепла и энергии.
Белый цвет (серебро) — символ чистоты и совершенства, мира и взаимопонимания.
Зелёный цвет — символ природы, здоровья, молодости, жизненного роста.
Синий цвет — символ чести, благородства, духовности, возвышенных устремлений.